# Municipio de Beaver Island
El municipio de Beaver Island (en inglés: Beaver Island Township) es un municipio ubicado en el  condado de Stokes en el estado estadounidense de Carolina del Norte. En el año 2010 tenía una población de 3.707 habitantes.

## Geografía
El municipio de Beaver Island se encuentra ubicado en las coordenadas 36°22′53.5″N 80°4′21.16″O / 36.381528, -80.0725444.